# František Bílek (politik)
František Bílek (25. března 1891 Palkovice – 27. července 1973 Praha) byl československý politik a poslanec Národního shromáždění za Komunistickou stranu Československa.

## Biografie
Pocházel z dělnické rodiny. Od mládí pracoval v továrně, nejprve po tři roky v textilce do svých šestnácti let.
 Podle údajů k roku 1930 byl profesí kovodělníkem v Palkovicích.
Politicky se angažoval v komunistickém hnutí na Ostravsku. Patřil mezi zakládající členy KSČ. Byl členem odborů a od roku 1920 byl předsedou závodního výboru v podniku Karlova huť (dnes ArcelorMittal Frýdek-Místek). Karlova huť tehdy byla hlavní baštou podpory komunistů v regionu. V roce 1927 docílil desetiprocentní zvýšení mezd. Zemský úřad v Brně ho ve svém hlášení z 5. března 1931 nazval fanatickým komunistickým přívržencem. Okolo roku 1931 byl na Bílka vydán zatykač. Emigroval proto do SSSR a studoval na mezinárodní odborářské škole v Moskvě. Do vlasti se vrátil po třech letech. Opět na něj byl vydán zatykač, nyní ho ale chránila poslanecká imunita.
Po parlamentních volbách v roce 1929 získal za Komunistickou stranu Československa poslanecké křeslo v Národním shromáždění. Mandát ale nabyl až dodatečně, v květnu 1934, jako náhradník poté, co rezignoval poslanec František Pecháček.
V roce 1933 se stal členem Ústředního výboru Komunistické strany Československa. Na VII. sjezdu KSČ v roce 1936 byl zvolen do politického byra strany.
V roce 1938 velel polovojenské Dělnické stráži. V dubnu 1939 byl zatčen. Za války byl vězněn v koncentračním táboře Sachsenhausen. Politicky se angažoval i po válce. V roce 1946 byl uváděn jako člen okresního výboru KSČ ve Frýdku. I v poválečném období byl aktivní v odborech. V roce 1958 mu byl udělen Řád republiky.
Počátkem 60. let 20. století žil v Praze.